# Teoria del complotto giudaico

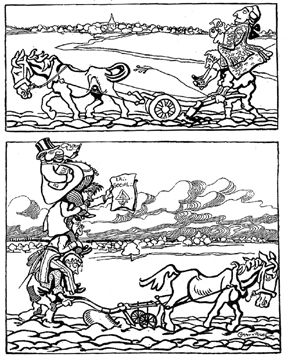
Un disegno satirico di Caran d'Ache che mostra un contadino francese prima della rivoluzione, sopraffatto dalla nobiltà, e dopo la rivoluzione, sfruttato da ebrei, massoni e capitalisti

La teoria del complotto giudaico comprende un insieme di varie teorie del complotto che ritengono che il popolo ebraico sia responsabile di tramare per diverse finalità, soprattutto economiche. Viene fatto rientrare tra i temi propagandistici dell'antisemitismo.

## Storia
Nel corso del Medioevo in Europa vengono sostenute teorie riguardanti un presunto complotto ebraico, quando le comunità giudaiche venivano demonizzate e usate come capro espiatorio per fenomeni come la peste o l'avvelenamento dei pozzi d'acqua e di casi fittizi, come l'uccisione rituale di infanti oltre che per fenomeni sociali più generali per i quali era utile trovare un capro espiatorio (usura, povertà e disoccupazione). Fu in particolare l'Europa cristiana a diffondere teorie di stampo razzista antisemita, idee che rimarranno presenti anche nei secoli successivi, considerando gli ebrei la causa del male, tanto da saltare nuovamente fuori anche in seguito alla pandemia di Covid-19.
Un notevole contributo alla diffusione delle teorie del presunto complotto ebraico si deve alla divulgazione dei Protocolli dei Savi di Sion, un documento del 1903 che venne smascherato come falso nel 1921, ma che continuò a circolare in ambienti antisemiti in vari Paesi e nel quale vi si descrive un presunto complotto giudaico per il dominio del mondo. Il volume diffonde un'idea già presente in alcuni testi russi dell'Ottocento. Il più noto è Il libro del Kahal di Jacob Brafman. Con questo testo Brafman vuole dimostrare che il kahal è un vero e proprio "governo talmudico" pronto a dominare la Russia. Kahal, da termine indicante la forma di autogoverno delle comunità ebraiche dell'Europa orientale, acquisirà il significato di potenza occulta che, attraverso una cospirazione planetaria, attua il programma di dominazione del mondo, dirige la mano armata del nichilismo nel suo attacco all'Europa, e realizza il progetto di disgregazione fisica e morale dell'Impero russo. Le infondate teorie di Brafman, che faranno da cornice alla futura produzione giudeofobica e si cristallizzeranno nella cultura russa, costituiscono parte del contesto "mitico" alla base dei Protocolli dei Savi di Sion.
La teoria della cospirazione ebraica ottenne una rinnovata popolarità in Europa negli anni '30, anni di crisi, dopo essere stata sviluppata nel libro di Adolf Hitler, Mein Kampf. A quel tempo, una simile teoria era sostenuta principalmente dalla destra e dall'estrema destra: il diritto del tempo era fortemente nazionalista e quindi odiava gli ebrei apolidi quanto il comunismo, che attribuiva agli ebrei, mentre a sinistra l'ebreo è talvolta accusato di controllare la finanza e talvolta è assimilato alla figura del capitalista (in realtà questo era marginale; in effetti molti leader della sinistra erano essi stessi ebrei o di origine ebraica, ed erano altrove vittime di attacchi antisemiti dalla destra - questo è il caso, ad esempio, di Léon Blum).
Altre teorie si rifanno alle emigrazioni che portarono migliaia di ebrei europei, soprattutto tedeschi e polacchi, a viaggiare per gli Stati Uniti d'America, e a costituirvi una forte minoranza che riuscì nei decenni successivi a costituire forti presenze nel mondo mediatico e finanziario. Seguendo la teoria del complotto giudaico, grazie a un'immigrazione controllata dall'ebraismo mondiale, gli ebrei americani sarebbero i presunti artefici di fenomeni negativi che hanno pervaso il Novecento, come il comunismo e il capitalismo.
Alcune di queste teorie descrivono  il marxismo, il liberalismo, il bolscevismo e la massoneria come correnti di pensiero politico che sarebbero state fondate e diffuse dall'ebraismo mondiale, con il presunto scopo di dominare il mondo. L'idea di un presunto collegamento comunismo-ebraismo deriva dal fatto che Karl Marx avesse origini ebraiche, e lo stato sociale dei suoi genitori fosse stato fondamentale all'elaborazione delle sue teorie politiche, e che alcuni capi di movimenti comunisti e socialisti fossero nati in famiglie ebraiche.
La presunta influenza di una lobby ebraica nell'economia occidentale è parte integrante dell'intera ideologia antisemita. Alcune di queste teorie si rifanno alla famiglia Rothschild, che grazie al suo capitale concedeva prestiti alle monarchie europee del XIX secolo e li vedeva restituiti con alti interessi, e che spesso era protagonista di varie "teorie del complotto" per via della sua forte influenza nelle politiche dei paesi cui faceva versamenti di capitale.
Dopo gli attentati dell'11 settembre 2001 contro le Torri Gemelle fu diffusa la notizia, poi rivelatasi falsa, secondo cui oltre 4.000 dipendenti ebrei che lavoravano al World Trade Center e al Pentagono non si sarebbero presentati al lavoro il giorno degli attentati, avvisati preventivamente dal servizio segreto israeliano, il Mossad, o perché consapevoli dei fatti in quanto complici del complotto.
La notizia ha preso corso il 17 settembre, pubblicata e diffusa in Medio Oriente da una TV vicina all'organizzazione libanese Hezbollah. Ma cinque giorni prima, il giorno seguente agli attacchi, il Jerusalem Post in un'edizione straordinaria, già citava la stima provvisoria di 270-400 ebrei rimasti uccisi nel WTC. Nei mesi successivi alcuni siti web, di orientamento antisemita e negazionisti dell'Olocausto, ripresero e diffusero strumentalmente la falsa notizia. Secondo altre tesi complottiste, gli attentati sarebbero stati formulati da un presunto "ebraismo mondiale" con l'ipotetico scopo di destabilizzare il mondo in favore della causa di Stati Uniti e Israele. In opposizione a queste credenze antisemite è intervenuta l'Anti-Defamation League, che ha pubblicato un resoconto in risposta alle false accuse sul coinvolgimento degli ebrei negli attentati. Su Internet, uno dei leader di al-Qāʿida, Ayman al-Zawahiri, si è detto indignato dalle teorie fatte circolare da Hezbollah e sostenute dall'Iran, accusando quest'ultimo di essere coinvolto nell'invasione dell'Iraq e dell'Afghanistan.